# Alfredo Barlucchi
Alfredo Barlucchi, né le 2 mars 1940, à Grosseto, en Italie et mort le 8 août 2023, est un ancien joueur et entraîneur italien de basket-ball. Il évolue au poste d'ailier.

## Palmarès
- Vainqueur des Jeux méditerranéens de 1963